# Souviens-toi (série télévisée)
Pour les articles homonymes, voir Souviens-toi.
Souviens-toi est une mini-série de thriller policier française en six épisodes de 52 minutes, créée par Pierre Aknine et Anne Badel et diffusée sur M6 du 10 au 24 janvier 2018. Elle a précédemment été diffusée en Suisse du 7 au 21 janvier 2018 sur RTS Un. Elle est ensuite diffusée, en Belgique, du 24 mai au 7 juin 2018 sur La Une.
Cette série télévisée est présentée « hors compétition » au festival de la fiction TV de La Rochelle en septembre 2017.

## Synopsis
Madeleine, une petite fille de huit ans, est l'unique rescapée et par conséquent témoin du triple meurtre de ses parents et de son petit frère de quatre mois. Mais la fillette, traumatisée, est complètement amnésique et mutique. L'enquête est confiée à Benoît Belgarde, commandant de police singulier et père de quatre enfants (et qui en attend un cinquième), qui est bien déterminé à retrouver le ou les coupables. Afin de venir à bout du choc post-traumatique qui affecte Madeleine, il choisit de faire appel à Marie Kempf, une ex-pédopsychiatre aux méthodes particulières. Celle-ci accepte mais impose une condition : qu'il rouvre l'enquête sur la mort de Lila, sa fille adolescente, qui s'est apparemment donné la mort trois ans auparavant…

## Fiche technique
- Titre original : Souviens-toi
- Titre provisoire : L’Origine du mal[2],[3]
- Création : Pierre Aknine et Anne Badel[1]
- Réalisation : Pierre Aknine
- Scénario : Pierre Aknine et Anne Badel
- Décors : Eugénie Collet et Florence Vercheval Sprl[1]
- Photographie : Christian Abomnes[1]
- Son : Henri Morelle[1]
- Montage : Soline Guyonneau[1]
- Musique : Timothée Aknine et David Enfrein[1]
- Production : Sarah Aknine et Arnaud Figaret
- Sociétés de production : Capa Drama ; Be Films et RTBF
- Société de distribution : Newen Distribution
- Pays d’origine :  France
- Langue originale : français
- Format : couleur
- Genre : thriller policier
- Durée : 52 minutes
- Dates de diffusion :
  - Festival : 16 septembre 2017(Festival de la fiction TV de La Rochelle)[1]
  -  Suisse : du 7 au 21 janvier 2018 sur RTS Un[4]
  -  France : du 10 au 24 janvier 2018 sur M6[5]
  -  Belgique : du 24 mai au 7 juin 2018 sur La Une[6]

## Distribution
- Marie Gillain : Dr Marie Kempf
- Sami Bouajila : le commandant Benoît Belgarde
- Zélie Rixhon : Madeleine Frankwiller
- Philippe Duclos : Capitaine Lacombe
- Julie-Anne Roth : Charlotte Belgarde
- Gilles Vandeweerd : Emmanuel Dufoix
- Yves Pignot : le juge Bernard
- Patrick Catalifo : Richard Vasseur
- Pierre Lottin : Enzo Gaudin
- Bernard Cogniaux : Alain Gaudin
- Isabelle Renauld : Fabienne Gaudin
- Corentin Lobet : Donche
- Flonja Kodheli : Anne Rouah
- Fabrice Adde : Laurent Kempf
- Helena Coppejans : Natasha Franckwiller
- Michel Collige : Jérôme Franckwiller
- Thomas Ancora : Mathieu Derive
- Oksana Pantazidis : Lila Vasseur
- Arthur Marbaix : Sébastien Muller
- Bérangère Bonvoisin : Jocelyne Belgarde
- Angelo Bison : Ferdinand Mesmer
- Salomé Dewaels : Carla Soulier
- Isaac Van Dessel : Adrien Derive
- Danièle Denie : Rose Frankwiller
- Julien Mergan : Joseph Bellegarde
- Michelangelo Marchese : Docteur Jules Meyer
- Lygie Duvivier : Magali
- Pierre Nisse : Victor Birkel

## Production

### Développement et genèse
Le réalisateur Pierre Aknine et son épouse, la scénariste et psychologue Anne Badel écrivent ensemble le scénario, ayant, à l’origine, pour titre L'Origine du mal, avant de le changer en Souviens-toi. Leur fille Sarah Aknine de la société Capa Drama produit la mini-série, avec Be Films et la RTBF en tant que coproductrices.
Selon Pierre Aknine, la mini-série n’aura ni de seconde saison ni de reformation des personnages principaux dans une nouvelle histoire.

### Distribution des rôles
Le Parisien révèle, en septembre 2016, la présence de Marie Gillain et de Sami Bouajila dans la série qui n'avait alors pas encore de titre, interprétant les rôles de l’ancienne psychiatre et du commandant de police. Devant Céline Fontana du Figaro en août 2017, l’actrice belge dit avoir « envie de développer un personnage sur la longueur, avec toute son intensité, sa complexité ».
Lors de l’audition, Pierre Aknine rencontre une deuxième enfant appelée Zélie Rixhon et l’engage pour le rôle de la petite Madeleine Frankwiller, survivante du massacre familial, parce qu’elle « n'est jamais dans une posture. Les enfants acteurs (…) jouent bien, mais ils jouent. Elle, elle ne joue pas. (…) Elle avait le regard de l'emploi ». Durant tout le tournage, elle est soigneusement suivie par une psychologue n’étant autre que l’épouse de Pierre Aknine, qui avouera : « Ça n’a pas été facile pour la gamine, surtout à la fin de la série où les scènes sont beaucoup plus dures ».

### Tournage
Pierre Aknine et l’équipe du tournage commencent les prises de vues le 24 octobre 2016 dans le Nord de la France et en Belgique. La réalisation s’achève le 3 février 2017.

### Musique
Timothée Aknine (crédité du nom de Tim Aknine au générique), fils du réalisateur, et David Enfrein composent ensemble la totalité musicale de la série télévisée. 

## Épisodes
| No. | Titre     | Diffusion en Suisse | Diffusion en France | Diffusion en Belgique |
| --- | --------- | ------------------- | ------------------- | --------------------- |
| 1   | Épisode 1 | 7 janvier 2018      | 10 janvier 2018     | 24 mai 2018           |
| 2   | Épisode 2 | 7 janvier 2018      | 10 janvier 2018     | 24 mai 2018           |
| 3   | Épisode 3 | 14 janvier 2018     | 17 janvier 2018     | 31 mai 2018           |
| 4   | Épisode 4 | 14 janvier 2018     | 17 janvier 2018     | 31 mai 2018           |
| 5   | Épisode 5 | 21 janvier 2018     | 24 janvier 2018     | 7 juin 2018           |
| 6   | Épisode 6 | 21 janvier 2018     | 24 janvier 2018     | 7 juin 2018           |

## Accueil

### Festivals et diffusions
Souviens-toi présenté hors compétition le 16 septembre 2017 au festival de la fiction TV de La Rochelle, avant sa première diffusion en première et seconde partie de soirée en Suisse depuis le 7 janvier 2018 sur RTS Un et en France, à partir du 10 janvier 2018 sur M6.

### Critiques
Le site Allociné lui attribue une note moyenne de 3,4/5 pour 32 notes dont 4 critiques, une semaine après les deux premières diffusions.
Le journaliste Nicolas Dufour du Temps assure qu’elle « n’a rien à voir avec le roman éponyme bien connu de Mary Higgins Clark. (…) La multiplication des personnages, donc des angles de vue sur le drame, alourdie par des flashbacks tout à fait inutiles sur la nuit du crime, affadit l’ensemble ».
En revanche, Ryad Ouslimani de RTL souligne que la mini-série est « une intrigue plutôt complexe et bien ficelée » et Amandine Bourgoin du Paris Match annonce que c’est « un thriller psychologique sombre et bien ficelé. Malgré le crime horrible au cœur de son intrigue et son atmosphère pesante parfois, quelques moments lumineux viennent réchauffer le téléspectateur ».

### Audiences
Le premier épisode du 10 janvier 2018 est suivi par 3,36 millions téléspectateurs en première partie de soirée, soit 13.5% de la part de marché, et, le second, en deuxième partie de soirée, 3,05 millions téléspectateurs (14.7% de public).
La semaine suivante, la mini-série perd beaucoup de téléspectateurs, environ 500 000 (2,1 points) : 2,82 millions de personnes (11.6%) pour le troisième épisode et 2,56 millions (12.5%) pour le quatrième.

## Festival
- Festival de la fiction TV de La Rochelle 2017 : sélection « Hors compétition »